# 2424 (film)
Pour plus de détails, voir Fiche technique et Distribution.
2424 est un film sud-coréen réalisé par Lee Yeon-woo, sorti le 18 octobre 2002.

## Synopsis
Park Tae-ho dirige une organisation mafieuse spécialisée dans le trafic de bijoux. La police réussi à infiltrer des agents dans le but de récolter les preuves nécessaires à son inculpation. Mais pendant un déménagement, mafieux et policiers perdent la trace des bijoux et feront tout pour les retrouver …

## Fiche technique
- Titre : 2424
- Réalisation : Lee Yeon-woo
- Scénario : Kim Hyeong-jin
- Production : Jeong Yeon-wuk
- Musique : Kim Hyeong-seok
- Photographie : Ham Sun-ho
- Montage : Ko Im-pyo
- Pays d'origine : Corée du Sud
- Format : Couleurs - 1,85:1 - Dolby Digital - 35 mm
- Genre : Action, comédie
- Durée : 105 minutes
- Date de sortie : 18 octobre 2002 (Corée du Sud)

## Distribution
- Jeon Kwang-ryul : Choi Doo-chil
- Jung Wung-in : Park Tae-ho
- Ye Ji-won : Cho Kwang-ja
- So Yoo-jin : Dok Ko-jin
- Kim Rae-won : Han Ik-soo
- Joo Hyun : Kang Yong-gu